# Districte de Dolný Kubín
El districte de Dolný Kubín - (eslovac) Okres Dolný Kubín - és un dels 79 districtes d'Eslovàquia. Es troba a la regió de Žilina. Té una superfície de 491,87 km², i el 2013 tenia 39.530 habitants. La capital és Martin.

## Demografia
| Godina             | 1994   | 2004   | 2014   | 2024   |
| ------------------ | ------ | ------ | ------ | ------ |
| Nombre de persones | 38.497 | 39.458 | 39.469 | 38.726 |
| Diferència         |        | +2,49% | +0,02% | −1,88% |

| Godina             | 2023   | 2024   |
| ------------------ | ------ | ------ |
| Nombre de persones | 38.734 | 38.726 |
| Diferència         |        | −0,02% |

## Llista de municipis

### Ciutats
- Dolný Kubín

### Pobles
Bziny | Dlhá nad Oravou | Horná Lehota | Chlebnice | Istebné | Jasenová | Kraľovany | Krivá | Leštiny | Malatiná | Medzibrodie nad Oravou | Oravská Poruba | Oravský Podzámok | Osádka | Párnica | Pokryváč | Pribiš | Pucov | Sedliacka Dubová | Veličná | Vyšný Kubín | Zázrivá | Žaškov
1. 1 2  «Počet obyvateľov podľa pohlavia - obce (ročne) [om7102rr_obce=AREAS_SK]».   Statistical Office of the Slovak Republic, 31-03-2025. [Consulta: 31 març 2025].